# Bukat jezik
Bukat jezik (ISO 639-3: bvk), austronezijski jezik kojim na tri manja područja u Kalimantan Baratu govori oko 400 ljudi (Wurm and Hattori 1981) iz nomadskog plemena Bukat s rijeke Kapuas, Indonezija.
Podklasificiran je podskupini muller-schwaner ’punan’, čiji je jedini predstavnik, i dio šire skupine kayanskih jezika.

## Vanjske poveznice
- Ethnologue (14th)
- Ethnologue (15th)